# Simone Velasco
Simone Velasco (* 2. Dezember 1995 in Bologna) ist ein italienischer Radrennfahrer.

## Sportlicher Werdegang
Bereits als Junior machte Velasco durch Siege beim GP dell’Arno und beim Trofeo Città di Loano auf sich aufmerksam. Nach dem Wechsel in die U23 wurde er Mitglied bei Zalf Euromobil Fior, einem der führenden Radsportvereine in Italien. Nach zwei Erfolgen für den Verein auf der UCI Europe Tour 2015 wurde er zur Saison 2016 Mitglied im UCI Professional Continental Team Bardiani CSF.
Bereits nach zwei Jahren wechselte Velasco 2018 zum Team Neri Sottoli Selle Italia KTM, um in der Saison 2019 mit dem Trofeo Laigueglia und einem Etappengewinn bei der Settimana Internazionale Coppi e Bartali seine nächsten Erfolge zu erzielen. Ungeachtet seiner Ergebnisse verließ Velasco zur Saison 2020 das Team und wurde Mitglied bei Gazprom-RusVelo. Seinen bisher letzten Erfolg erzielte er bei der Tour du Limousin 2021.
Wiederum nach zwei Jahren für Gazprom-RusVelo wechselte Velasco zur Saison 2022 zum Astana Qazaqstan Team und stieg in die UCI WorldTour auf. Mit der Tour de France 2022 nahm er erstmals an einer Grand Tour teil und beendete diese auf Platz 30 der Gesamtwertung. In die Saison 2023 startete er mit einem Etappenerfolg bei der Valencia-Rundfahrt. Im Juni kürte er sich zum italienischen Meister im Straßenrennen. 2024 blieb er ohne zählbaren Erfolg, seine besten Resultate waren der dritte Platz bei Figueira Champions Classic zum Saisonauftakt sowie der zweite Platz beim Giro dell’Appennino.

## Erfolge
2013
- GP dell’Arno
- Trofeo Città di Loano

2015
- Ruota d’Oro
- Coppa della Pace

2019
- eine Etappe Settimana Internazionale Coppi e Bartali
- Trofeo Laigueglia

2021
- eine Etappe Tour du Limousin

2023
- Italienischer Meister – Straßenrennen
- eine Etappe Valencia-Rundfahrt

## Grand-Tour-Platzierungen
| Grand Tour            | 2022 | 2023 | 2024 | 2025 |
| --------------------- | ---- | ---- | ---- | ---- |
| Giro d’ItaliaGiro     | –    | 26   | 32   | –    |
| Tour de FranceTour    | 30   | –    | –    | 38   |
| Vuelta a EspañaVuelta | –    | –    | –    |      |